# Allophylus gentryi
Allophylus gentryi là một loài thực vật có hoa trong họ Bồ hòn. Loài này được Croat mô tả khoa học đầu tiên năm 1976 publ. 1977.